# Francisco Laranjo
Francisco Artur de Vaz Tomé Laranjo (* 5. Juni 1955 in Lamego, Portugal; † 16. November 2022 in Porto, Portugal) war ein portugiesischer bildender Künstler, hauptsächlich Maler und Hochschullehrer.

## Leben und Wirken
Laranjo wurde in Lamego geboren, kam mit 18 Jahren nach Porto, wo er zunächst 1973 an der Escola de Artes Decorativas Soares dos Reis studierte. Anschließend absolvierte er von 1973 bis 1978 ein Studium der Kunstwissenschaften an der Escola Superior de Belas Artes do Porto, welche später in der Universität Porto aufging. Stipendien der Gulbenkian-Stiftung brachten ihn nach Ägypten und in die Niederlande, ein Stipendium erhielt er auch vom Goethe-Institut. 1980 gründete er die kulturelle Vereinigung „Nova Renascença“.
Laranjo war ab 1976 auch als Hochschullehrer tätig. 1983 begann er an der Escola Superior de Belas Artes do Porto zu lehren, zunächst als Dozent und dann als Assistenzprofessor. Er arbeitete auch als Dozent und Gastdozent an Kunsthochschulen und Fakultäten in Bilbao, Manchester, Paris, São Paulo, Sofia, Ottawa, Sheffield. Von 2004 bis 2014 hatte er leitende Positionen an der Kunstfakultät der Universität von Porto inne. Zunächst war er dort Präsident des Conselho Científico (Wissenschaftlicher Rat; 2004–2010) und des Conselho Directivo (Aufsichtsrat; 2008–2010) sowie anschließend Direktor der Fakultät bzw. Dekan (2010–2014). Als Fachautor veröffentlichte Laranjo eine Reihe kunsttheoretischer Beiträge in Zeitschriften, Büchern und Katalogen.
Seit 1979 gab es Einzelausstellungen des Künstlers in Portugal und im Ausland, unter anderem in Nagasaki, Changwon (Südkorea), Großbritannien, Belgien, Dänemark, Indien, Kanada, Brasilien und auch in Deutschland. Beispielhaft zu nennen sind eine katalogbegleitete Retrospektive im Museum Amadeo de Souza Cardoso in Amarante (2000) und eine Ausstellung mit Katalog im Museu da República in Rio de Janeiro (2002).
Werke von Laranjo befinden sich in portugiesischen Sammlungen bekannter Museen in Lissabon, Porto, Amarante und Tomar. Im Ausland auch in Macau und in London.
In seiner Kunst war er hauptsächlich als Maler tätig, wobei er sowohl der asiatischen Tuschmalerei nachging, als auch Werke im Stil des europäischen abstrakten Expressionismus schuf. Inspirieren ließ Laranjo sich dabei häufig von der Natur (u. a. Spiegelungen auf Wasseroberflächen). Meistens stellt er in seinen Arbeiten große amorphe, rundliche Einzelformen vor diffusen Hintergründen dar, welche in wenigen kräftigen Farben, insbesondere Blau- und Grüntönen, gehalten sind und Tiefe suggerieren. Er wirkte außerdem als Glasmaler (Dekoration von Kirchenfenstern), Keramiker und Illustrator, gestaltete Plakate und Entwürfe für Bühnenbilder.
Seinen Landsleuten warf er in einem Interview vor, wenig Neugierde auf Kunst zu haben, und bezeichnete sich als Nonkonformist.
Francisco Laranjo starb im Alter von 67 Jahren in Porto an den Folgen eines Hirntumors.

## Werke (Auswahl)
- Edifício Tranquilidade, abstraktes Wandgemälde, Companhia de Seguros, Porto, 1989
- Keramikwandbild (Azulejo-Tafel) im Instituto Português de Oncologia, Porto, 1992
- Keramikwandbild im Edifício de Geociências, Universität Aveiro, 1996
- Serie Simultaneities, Tusche auf Papier, 1996
- Serie Noites brancas, Öl auf Papier, 2007
- Imagens natureis, Öl auf Leinwand, 2008
- Sete anos e um dia, Aquarell auf Papier, 2011
- Glasfenster der Pfarrkirche S. Martinho de Cedofeita, Porto, 1994–2004 (mit Manuel Casal Aguiar, Júlio Resende und Zulmiro de Carvalho)
- Glasfenster der Pfarrkirche Mangualde, 2000
- Glasfenster der Kirche Sagrada Família, Chaves, 2005–2008

## Auszeichnungen (Auswahl)
- 2009: Medalha de Mérito, Grau Ouro, Câmara Mpal, Porto
- 2013: Medalha de Mérito, Grau Ouro, Camara Mpal, Lamego